# Seelingstädt
Seelingstädt là một đô thị ở huyện Greiz, ở bang Thüringen, Đức. Đô thị này có diện tích 17,97 km², dân số thời điểm ngày 31 tháng 12 năm 2006 là 1491 người.